# Le amiche (Marussig)
Le amiche è un dipinto a olio su tela di Piero Marussig realizzato nel 1918 e conservato nella collezione della Casa Museo Boschi Di Stefano a Milano.

## Descrizione e stile
L'opera, di connotazione espressionista, rappresenta una scena di vita quotidiana. Vengono raffigurate due donne, rivolte verso lo spettatore, che condividono un momento di affetto e confidenza.